# Kanton Roquefort
Kanton Roquefort (francouzsky Canton de Roquefort) je francouzský kanton v departementu Landes v regionu Akvitánie. Tvoří ho 13 obcí.

## Obce kantonu
- Arue
- Bourriot-Bergonce
- Cachen
- Labastide-d'Armagnac
- Lencouacq
- Maillas
- Pouydesseaux
- Retjons
- Roquefort
- Saint-Gor
- Saint-Justin
- Sarbazan
- Vielle-Soubiran